# Karonga

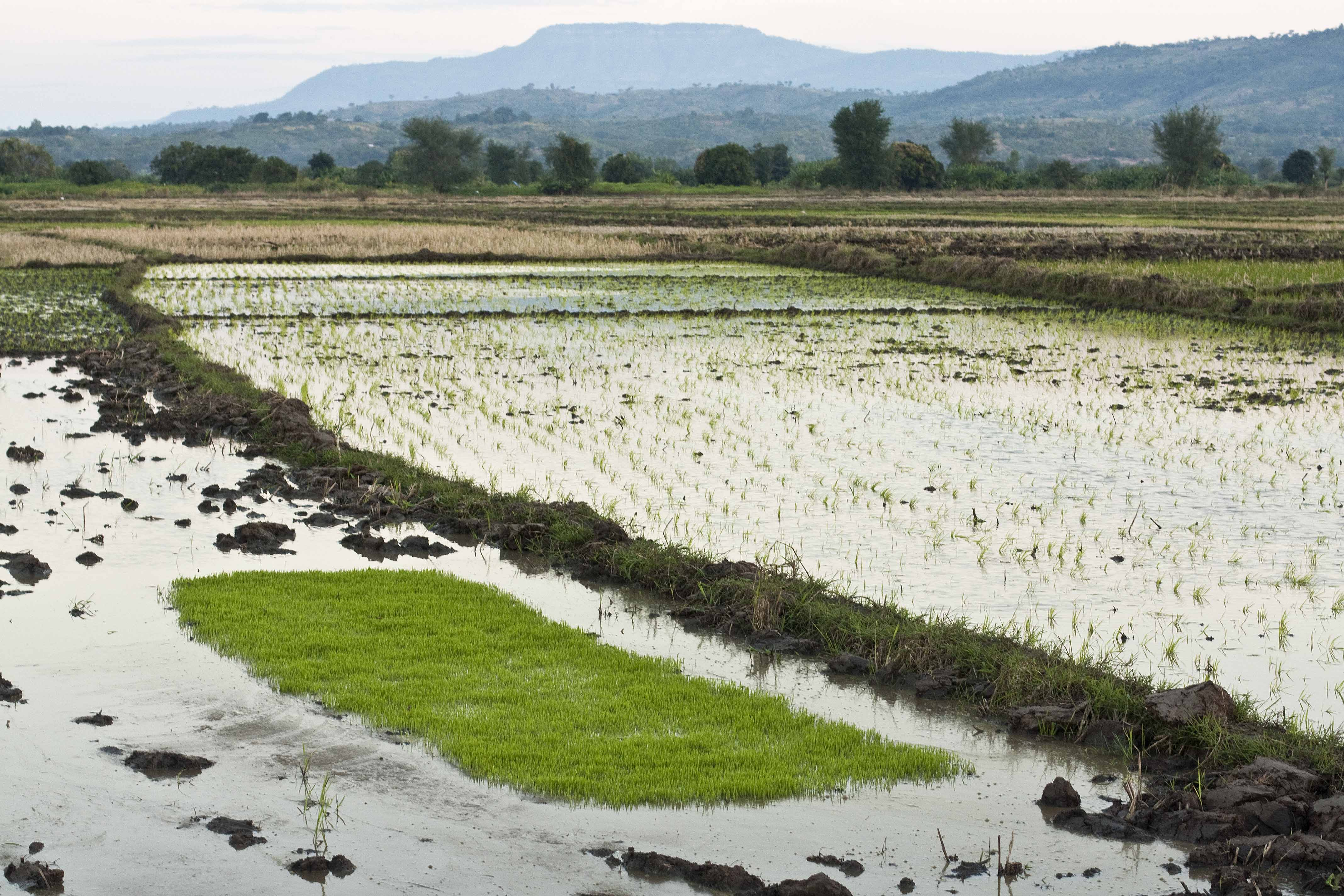
Rijstvelden in Karonga

Karonga is een stad in Malawi en is de hoofdplaats van het gelijknamige district Karonga.
Karonga telt naar schatting 44.000 inwoners. De plaats ligt aan het Malawimeer.
Sinds 2010 is Karonga de zetel van een rooms-katholiek bisdom.

## Geboren
- Chiukepo Msowoya (1988), Malawisch voetballer